# Nifsarpen
Nifsarpen är en sjö i Eksjö kommun i Småland och ingår i Emåns huvudavrinningsområde. Sjön har en area på 0,114 kvadratkilometer och ligger 197 meter över havet. Sjön avvattnas av vattendraget Torsjöån (Nybroån).

## Delavrinningsområde
Nifsarpen ingår i det delavrinningsområde (639037-145137) som SMHI kallar för Mynnar i Havravikssjön. Medelhöjden är 214 meter över havet och ytan är 14,41 kvadratkilometer. Räknas de 6 delavrinningsområdena uppströms in blir den ackumulerade arean 128,78 kvadratkilometer. Torsjöån (Nybroån) som avvattnar avrinningsområdet har biflödesordning 2, vilket innebär att vattnet flödar genom totalt 2 vattendrag innan det når havet efter 181 kilometer. Delavrinningsområdet består mestadels av skog (37 procent) och jordbruk (20 procent). Avrinningsområdet har 0,45 kvadratkilometer vattenytor vilket ger det en sjöprocent på 3,1 procent. Bebyggelsen i området täcker en yta av 4,02 kvadratkilometer eller 28 procent av avrinningsområdet.